# Gyrodon
Gyrodon is een geslacht van schimmels behorend tot de familie Paxillaceae.

## Soorten
Volgens Index Fungorum telt het geslacht 23 soorten (peildatum oktober 2020):
| Soortnaam                     | Auteur(s)                         | Publicatiejaar |
| ----------------------------- | --------------------------------- | -------------- |
| Gyrodon adisianus             | Singer                            | 1989           |
| Gyrodon africanus             | (Cooke & Massee) Singer           | 1951           |
| Gyrodon alneti                | Lindgr.                           |                |
| Gyrodon bohemicus             | (Velen.) Beck                     | 1923           |
| Gyrodon caespitosus           | (Massee) Sacc.                    | 1895           |
| Gyrodon capensis              | Sacc.                             | 1896           |
| Gyrodon crassipes             | Heinem. & Rammeloo                | 1983           |
| Gyrodon cupreus               | Heinem.                           | 1960           |
| Gyrodon filiae                | (Gillet) Sacc.                    | 1888           |
| Gyrodon housei                | (Murrill) Snell                   | 1941           |
| Gyrodon intermedius           | (Pat.) Singer                     | 1938           |
| Gyrodon lividus (Elzenboleet) | (Bull.) Sacc.                     | 1888           |
| Gyrodon minutus               | (W.F. Chiu) F.L. Tai              | 1979           |
| Gyrodon miramar               | (Rolland) Sacc. & Trotter         | 1910           |
| Gyrodon miretipes             | Heinem. & Rammeloo                | 1983           |
| Gyrodon mougeotii             | (Quél.) Sacc.                     | 1891           |
| Gyrodon oudemansii            | (Hartsen) Sacc.                   | 1888           |
| Gyrodon ripicola              | (Corner) Pegler & T.W.K. Young    | 1981           |
| Gyrodon rubellus              | McWeeney                          | 1893           |
| Gyrodon rubescens             | (Trog) Sacc.                      | 1888           |
| Gyrodon smotlachae            | J. Veselský                       | 1955           |
| Gyrodon tennesseensis         | (Snell & A.H. Sm.) Snell & Hesler | 1941           |
| Gyrodon volvatus              | Opat.                             | 1836           |